# Framingham-Herz-Studie
Mit der Framingham-Herz-Studie begann im Jahre 1948 die systematische Untersuchung der Bevölkerung einer Stadt (Framingham, Massachusetts) auf Ursachen und Risiken der koronaren Herzkrankheit (KHK) und der Arteriosklerose. In den 1940er Jahren wollte der United States Public Health Service (PHS) wissen, warum die KHK die häufigste Todesursache in den Vereinigten Staaten von Amerika ist und welche Risikofaktoren und Umwelteinflüsse den Anstieg von Erkrankungen wie Herzinfarkt oder Schlaganfall ausmachen. Dazu wurde die Kohortenstudie als epidemiologischer Ansatz gewählt. Um Zusammenhänge zwischen Expositionen und Krankheiten herauszufinden, wurden im Rahmen des  Studiendesigns solche Studienteilnehmer ausgewählt, welche die zu untersuchenden Erkrankungen bislang nicht aufwiesen. Zuerst wurden 5209 Teilnehmer zwischen dem 30. und 60. Lebensjahr beiderlei Geschlechts für die Studie gewonnen. 1971 wurden die Kinder der ersten Probanden einbezogen, so dass sich die Studie über zwei Generationen erstreckte; mittlerweile (2016) befindet sie sich in der dritten Generation.
Die Teilnehmer aus der Stadt wurden dabei unterschiedlichen Expositionen zugeordnet, zum Beispiel Rauchen oder übermäßiger Alkoholkonsum. Anschließend wurde überprüft, ob Personen mit einer Exposition öfter erkrankt sind als solche ohne Exposition. Das Wichtige bei einer solchen Studie ist, dass die Studienbevölkerung zu einem späteren Zeitpunkt erreichbar sein muss. Erst dann kann ermittelt und verglichen werden. Aus den Ergebnissen der Studie konnten wichtige Aussagen über Herz-Kreislauf-Risikofaktoren getroffen werden. Auch heute ist die Framingham-Herz-Studie noch immer die wichtigste epidemiologische Studie in den USA.

## Ergebnisse
Die Ergebnisse dieser Studie gehören inzwischen zum medizinischen Standard. Als Risikofaktoren für kardiovaskuläre Erkrankungen wurden
- ein hoher Cholesterinspiegel,
- ein erhöhter Blutdruck
- und ein erhöhter Blutzucker (siehe Tabelle 2 und 3 im Artikel über Herzinsuffizienz)

erkannt und umfassend beschrieben.
Vor der Framingham-Studie wurde die Blutdrucksenkung, besonders bei Frauen und älteren Menschen, nicht ernst genug genommen. Erst nach Auswertung der Daten wurde klar, dass auch bei diesen Gruppen ein erhöhter Blutdruck risikosteigernd wirkt. Ob und auf welches Niveau der Blutdruck bei diesen Patienten tatsächlich effektiv gesenkt werden muss, um Folgekrankheiten zu vermeiden, mussten dann die ab Mitte der 1960er Jahre gestarteten Interventionsstudien VACS, PHSCS und VA-NHLBI zeigen. Als epidemiologische Studie konnte die Framingham-Studie nur die Risikoassoziation belegen, nicht aber den Nutzen einer Behandlung.
Die Framingham-Studie untersuchte auch den amerikanischen Lebensstil und identifizierte Faktoren, die eine Herzerkrankung oder einen Schlaganfall begünstigen: Zigarettenrauchen, Bewegungsmangel, Gewichtszunahme, Fehlernährung. Im Zusammenhang mit der Framingham-Herz-Studie erschienen mehr als 3.000 wissenschaftliche Publikationen (Stand Mai 2020).
Die in der Studie gewonnenen, umfangreichen und generationsübergreifenden Daten der sozialen Netzwerke und Beziehungen werden mittlerweile auch für Untersuchungen verwendet, die von dem ursprünglichen Forschungszweck abweichen. 2008 wurden sie zum Beispiel im Rahmen einer Langzeitstudie zur dynamischen Verbreitung von Glück mit Verfahren der Allgemeinen Depressionsskala (ADS) verbunden, die zu dem Ergebnis kam, dass Glück ein kollektives und ansteckendes Phänomen ist.

## Auflistung der wichtigsten Ergebnisse
| 1948 | Beginn der Studie |
| 1956 | Erster Bericht über die rheumatische Herzkrankheit |
| 1959 | Erster Report über Risikofaktoren der Herzkrankheit; Bericht über „stumme“ Infarkte |
| 1960 | Zigarettenrauchen als Risikofaktor beschrieben |
| 1961 | Cholesterinspiegel, Blutdruck und EKG-Veränderungen als Risikofaktoren |
| 1965 | Erster Bericht über Schlaganfall |
| 1967 | Sportliche Aktivitäten senken das Risiko der Erkrankung, Adipositas erhöht sie |
| 1971 | Beginn der Untersuchung der Nachfolgegeneration |
| 1974 | Überblick über den Diabetes mellitus, seine Folgekrankheiten und als Risikofaktor für die Herzkrankheit |
| 1976 | Die Menopause wird als ein Risikofaktor identifiziert |
| 1977 | Einfluss des HDL, des LDL und der Triglyceride (siehe Blutfette) auf die Herzerkrankung beschrieben |
| 1978 | Einfluss der psychosozialen Faktoren; Vorhofflimmern als Risiko für einen Schlaganfall |
| 1981 | Filterzigaretten bieten keinen Schutz; Beziehung von Diät und Herzerkrankung |
| 1983 | Report über den Mitralklappenprolaps |
| 1986 | Erster Report über Demenz |
| 1987 | Gefährlichkeit eines hohen Cholesterin- und Fibrinogenspiegels |
| 1988 | Zigarettenrauchen als Risikofaktor für einen Schlaganfall |
| 1990 | Homocystein wird als Risikofaktor für eine Herzerkrankung beschrieben |
| 1993 | Auch ein milder Bluthochdruck ist ein Risikofaktor |
| 1994 | Risikofaktoren für das Vorhofflimmern; die vergrößerte linke Herzkammer als Risikofaktor für einen Schlaganfall |
| 1996 | Fortschreitender Bluthochdruck kann zu Herzversagen führen |
| 1997 | Report des kumulierten Effekts von Rauchen und hohem Cholesterin für Arteriosklerose |
| 2002 | Adipositas erhöht das Risiko von Herzversagen. Die Studie zeigte, dass der Body-Mass-Index (BMI) ein unabhängiger Risikofaktor ist.                                                                                                   |
| 2002 | Die dritte Generation mit 3.900 Personen wurde gestartet. Zentrale Ziele sind unter anderem die Identifikation neuer Risikofaktoren für Herz-, Lungen- und Blutkrankheiten sowie von Genen, die Gesundheit gewährleisten.             |
| 2004 | Ein Elternteil mit einer Herz-Kreislauf-Erkrankung in der Vergangenheit verdoppelt das persönliche Risiko einer ebensolchen Erkrankung.                                                                                               |
| 2005 | Das Risiko für Herzinfarkt, Schlaganfall oder periphere arterielle Verschlusskrankheit (pAVK) ist bei Personen im mittleren Lebensalter und mit Geschwistern, die eine ähnliche kardiovaskuläre Erkrankung aufweisen, um 45 % erhöht. |